# チゴガニ
チゴガニ（稚児蟹、学名: Ilyoplax pusilla）は、エビ目（十脚目）・スナガニ科に分類されるカニの一種。日本列島の温暖な砂泥干潟に生息する小型のカニである。

## 特徴
甲幅は10mmほど。甲は丸みを帯びた横長の六角形だが、額域（眼の間）が狭く五角形にも見える。甲の背面には短毛がまばらに生える。鋏脚は左右とも同じ大きさで、掌部（鋏つけ根の膨らんだ部分）が広い。体色は全体的に灰褐色だが、生体の鋏脚先端部は白い。また、甲の腹面・口の左右が水色や淡緑色に色づいているものもいる。
仙台湾以南の本州太平洋岸、四国、九州、南西諸島、朝鮮半島南部の各沿岸域に分布する。
コメツキガニと同様に河口干潟の生息に適した区域に集団で巣穴を掘って生活するが、コメツキガニよりも淡水の影響が強い泥まじりの区域を好む。ハクセンシオマネキやアシハラガニ、巻貝のウミニナ類などと混じって生息することが多い。
引き潮で干潟が現れると一斉に巣穴から出て、泥を鋏脚ですくい、口器でデトリタスを漉しとって食べる。摂食後の砂泥はコメツキガニと同様に団子状の形で残す。行動範囲は巣穴の周辺30cm程度で、泥団子は巣穴を中心に放射状に並ぶ。大型の生物が近寄ると素早く巣穴に逃げ込むが、1分ほど経過すると周囲を窺いながら巣穴から出てくる。
オスは摂食行動の後に両方の鋏脚を振る"Waving"を行う。近く個体にタイミングが影響されるらしく、密度が高い場合、群全体で波打つように一斉に白い鋏脚を振る行動が見られる。これは雄のみが行うため、雌に対するディスプレイであり、他の雄個体に対する威嚇であると考えられるが、繁殖期の夏以外でも鋏脚を振ることが多く、はっきりとした理由はわかっていない。
繁殖期は6-9月で、卵から孵化した幼生はプランクトンとして海中で約2週間浮遊生活をする。成長してメガロパ幼生になると生息に適した砂泥干潟に定着する。夏の早いうちに定着した稚ガニはその年の初秋には繁殖に参加するが、大部分は翌年の夏に繁殖に参加する。寿命は最長2年と考えられている。

## 同属種
ハラグクレチゴガニ I. deschampsi (Rathbun,1918)
チゴガニに似るが、和名通りオスの腹部の中ほどがくびれる。
東シナ海・黄海・渤海沿岸に分布する。チゴガニが日本列島を中心に分布するのに対し、ハラグクレチゴガニは中国・朝鮮半島沿岸を中心に分布し、日本では有明海奥部沿岸のみに生息地が点在する。有明海の中央部まではチゴガニが生息するが、奥部ではハラグクレチゴガニが生息し、矢部川河口など両種が混在する干潟もある。かつては諫早湾奥部にも生息地があったが干拓事業で生息地が消滅した。
河口で枝分かれした澪筋に沿った、砂が混じらない軟泥干潟に生息する。